# Aemona pacifica
Aemona pacifica är en fjärilsart som beskrevs av Clayton Dissinger Mell 1942. Aemona pacifica ingår i släktet Aemona och familjen praktfjärilar. Inga underarter finns listade i Catalogue of Life.